# Amgen
Amgen (NASDAQ: AMGN) é uma empresa americana, sediada em Thousand Oaks, California. A Amgen é a maior firma bio-farmacêutica independente do mundo, seus primeiros e mais bem sucedidos produtos na bio-farmacêutica são o Epogen e Neupogen.
A empresa é a maior empregadora  de Thousand Oaks e a segunda, perdendo apenas para a marinha dos Estados Unidos, em termos de pessoas empregadas em Ventura County, California.

## História

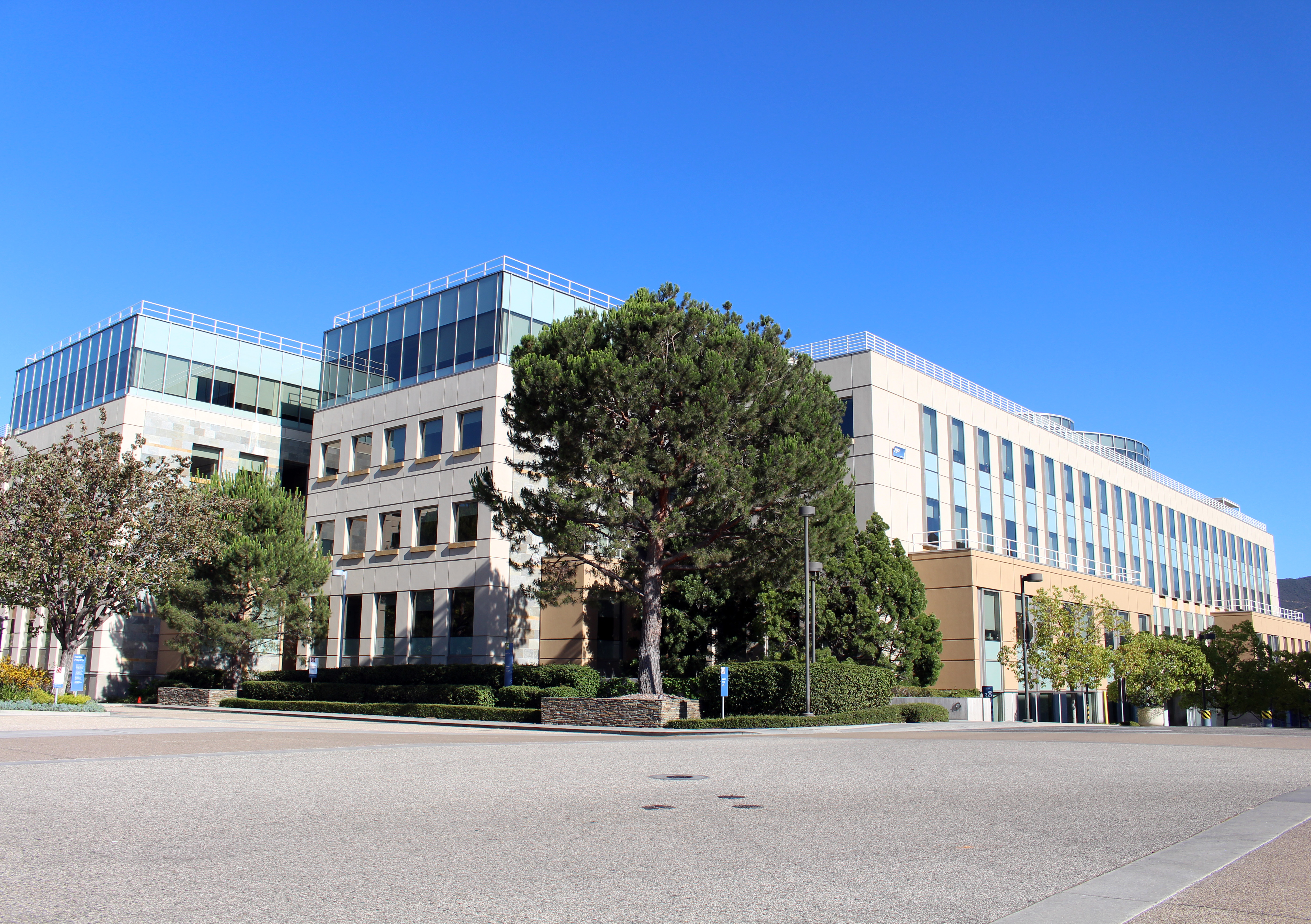
Sede da Amgen em Thousand Oaks

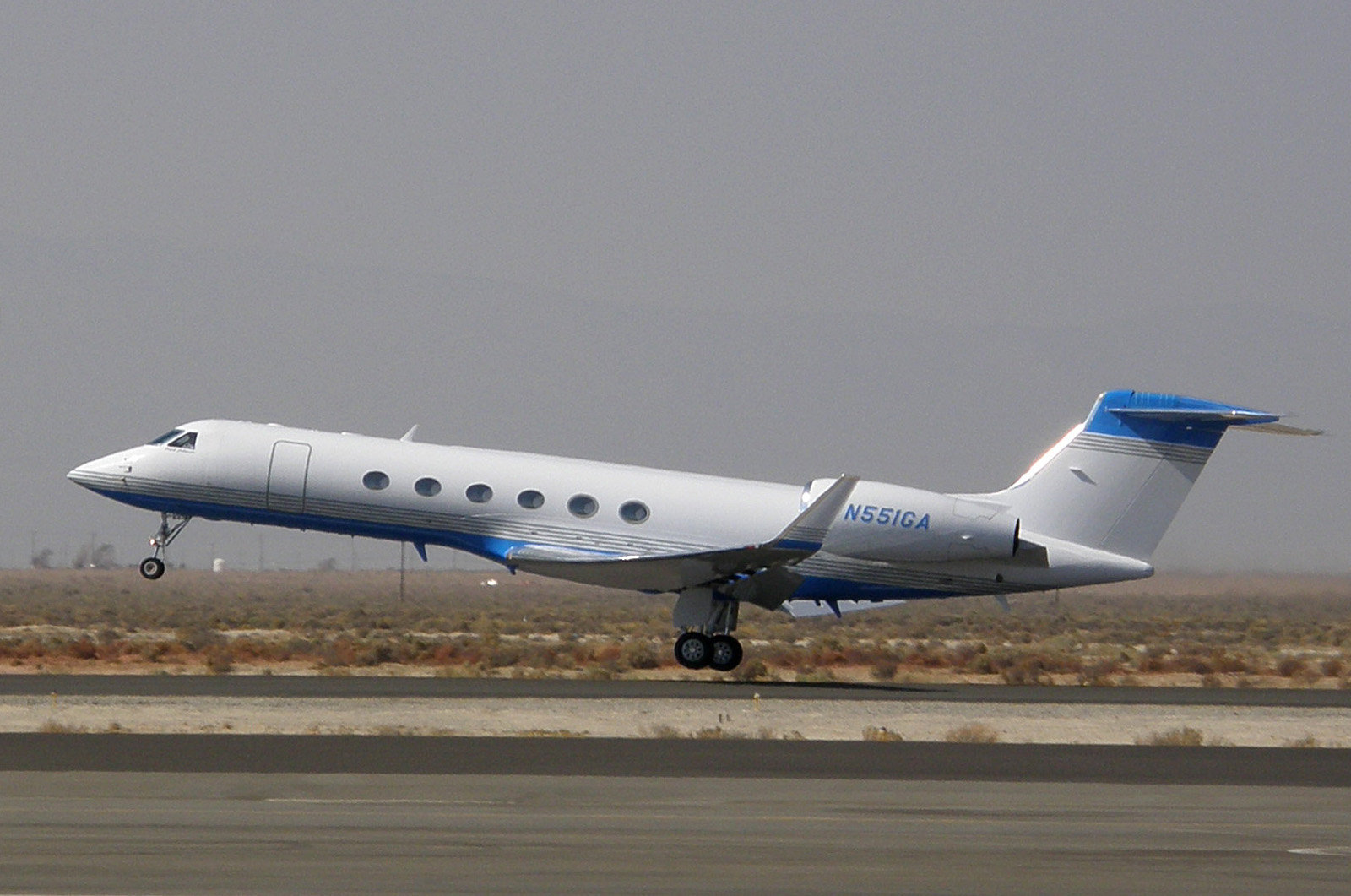
Corporativa da Amgen Gulfstream V sai da Área Fox, Lancaster, California

A palavra Amgen é um junção do nome original da empresa,A pplied M olecular Gen etics, que se tornou o nome oficial da empresa em 1983 (três anos após a incorporação e coincidente com a sua IPO). O primeiro diretor executivo da empresa, de 1980, era de George B. Rathmann, seguida de  Gordon M. Binder, em 1988, seguida de Kevin W. Sharer em 2000. Robert A. Bradway tornou-se presidente da Amgen e diretor executivo em maio 2012 seguindo o Sr. Sharers retirement.
A empresa fez pelo menos cinco grandes aquisições de empresas.

## Histórico deAquisições
- 1994 - Synergen, Inc.
- 2000 - Kinetix Farmacêuticos, Inc.
- 2002 - Immunex Corporation[2]
- 2004 - Tularik, Inc.
- 2006 - Abgenix, Inc.[3]
- 2006 - Avidia, Inc.
- 2007 - Ilypsa, Inc.
- 2007 - Alantos Pharmaceuticals Holdings, Inc.
- 2011 - Grupo BioVex, Inc.
- 2011 - Laboratório Químico Farmacêutico Bergamo Ltda.
- 2012 - Micromet, Inc.
- 2012 - Mustafa Nevzat İlaç[4]
- 2012 - KAI Farmacêuticos
- 2012 - deCode Genética